# Gongma Drakpa Gyaltsen
Gongma Drakpa Gyaltsen (tibétain : གོང་མ་གྲགས་པ་རྒྱལ་མཚན, Wylie : gong ma grags pa rgyal mtshan, THL : gongma drakpa gyaltsen ; chinois : 扎巴坚赞 ; pinyin : zābājiānzàn, 吉剌思巴监藏卜, jílàsībājiān zàngbo ou encore 扎巴坚赞贝桑波, zābājiānzàn bèisāngbō), né en 1374 et décédé en 1432, fut un roi du Tibet central, de la Période Phagmodrupa. Il y remplace son cousin, Sonam Drakpa et est remplacé par Drakpa Jungne.
En 1409, l'empereur Ming Yongle, le nomme chanhua wang (阐化王, chǎnhuà wáng), lui donne un décret impérial et un sceau de jade. La même année, Tsongkhapa commence le « Mulang Qinmu » (默朗钦木), au temple de Jokhang, à Lhassa. En 1415, Gongma Drakpa Gyaltsen invite Tsongkhapa au Drashi Dokha (扎喜多喀, zāxǐ duōkā) pour enseigner le bouddhisme.